# اولنا کودیروا
اولنا کودیروا (انگلیسی: Olena Khodyreva؛ زادهٔ ۱۹ مهٔ ۱۹۸۱) بازیکن فوتبال اهل اوکراین است.
از باشگاه‌هایی که در آن بازی کرده‌است می‌توان به اشاره کرد.
وی همچنین در تیم ملی فوتبال زنان اوکراین بازی کرده‌است.